# Léopold Zoude

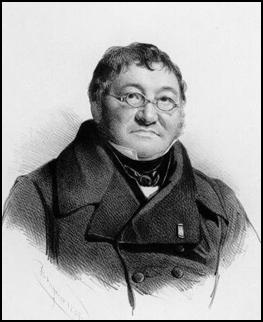
Léopold Zoude

Léopold Zoude (Namen, 27 mei 1771 - Saint-Hubert, 1 oktober 1853) was lid van het Belgisch Nationaal Congres, volksvertegenwoordiger en senator.

## Levensloop
Léopold Zoude was de zoon van François-Joseph Zoude (1722-1811) en van Marie-Rose du Bois, dochter van een handelaar uit Merbes-le-Château (Henegouwen). De familie Zoude was afkomstig uit Moustier-sur-Sambre, waar leden al vele generaties als schippers op de Samber gevestigd waren. Een van de familietakken, vanaf Sébastien Zoude, was glas- en kristalproducent.
De familie kocht in de Franse tijd heel wat nationale goederen aan. In 1797 kocht ze in Poix - Saint-Hubert, een industrieel complex aan, gebouwd op de l'Homme door Dom Nicolas Spirlet, de laatste abt van Saint-Hubert. De abt had de hoogoven Saint Michel gebouwd bij La Masblette.
De familie ontwikkelde de industriële site door er twee zagerijen bij te bouwen: de scierie d’En-Haut (thans Moulin d’En-Haut) en de scierie d’En-Bas, waarbij een waterreservoir van 5 ha werd aangelegd met twee indrukwekkende watervallen van 4 en 12 m. Eigenaar van hoogovens geworden, waagde Leopold Zoude zich aan nieuwe fabricaties, onder meer die van kanonballen. Hij kwam evenwel tot het besluit dat er weinig toekomst in de smelterijen zat in Luxemburg en hij interesseerde zich meer aan de houthandel.
Zoude werd doctor in de geneeskunde (universiteit van Leuven, 1794) maar het ziet er niet naar uit dat hij veel als arts heeft gewerkt.
Van 1825 tot 1830 was hij lid van de provinciale staten van Luxemburg.
In oktober 1830 werd hij door de kiezers van het arrondissement Neufchâteau naar het Nationaal Congres gestuurd. Hij stemde er voor de onafhankelijkheidsverklaring en voor de eeuwigdurende uitsluiting van de Nassaus. Voor kandidaat-koning stemde hij eerst voor de hertog van Leuchtenberg maar in de tweede stemronde gaf hij zijn stem aan de hertog van Nemours. Later stemde hij voor Leopold van Saksen Coburg en stemde hij in met het Verdrag der XVIII Artikelen. Jaren later stemde hij tegen het Verdrag der XXIV Artikelen.
In 1831 werd hij volksvertegenwoordiger voor het arrondissement Neufchâteau en werd regelmatig herverkozen tot in 1848. Hij werd vervolgens senator en bekleedde dit mandaat tot aan zijn dood. Hij behoorde tot de liberale strekking en interesseerde zich hoofdzakelijk voor de problemen van zijn arrondissement.
Leopold Zoude bekleedde op uiteenlopende periodes van zijn leven functies zoals:
- ontvanger van directe belastingen (1798)
- gezondheidsofficier (1799)
- regeringscommissaris bij de Banque de Belgique (1844)

Zoude was een neef van Congreslid Charles Zoude en de schoonvader van Theophile Fallon, die korte tijd lid van het Nationaal Congres was, tot hij voorzitter werd gekozen van het nieuw opgerichte Rekenhof.